# Club Blooming
Club Blooming is een Boliviaanse voetbalclub uit Santa Cruz de la Sierra. De club is op 1 mei 1946 opgericht en speelt in de Liga de Fútbol Profesional Boliviano. Het thuisstadion is het Estadio Ramón Tahuichi Aguilera, dat een capaciteit van 40.000 plaatsen heeft.

## Erelijst
- Liga de Fútbol Boliviano

1984, 1998, 1999, 2005-A, 2009-C
- Copa Simón Bolívar

1996
- Copa Aerosur

2006, 2008
- Copa Bolivia

1983, 1987

## Kampioensteams
- 1984 — Rubén Guibaudo, Johnny Herrera, Alcides Gallardo, Néstor Vaca, Miguel Ángel Noro, Edgar Castillo, Roly Paniagua, José Milton Melgar, Raúl Baldessari, Juan Carlos Sánchez, Silvio Rojas, Wilson Perreira, Héctor Pekerman, David Paniagua, Remberto Arispe, Rolando Coímbra, Iver Valladares, Erwin Justiniano, Eduardo Terrazas, Gastón Taborga, José Rodríguez, Evert Justiniano en Limberg Cuéllar. Trainer-coach: Raúl Pino.

- 1998 — Carlos Arias, Hebert Arandia, José Carlos Fernández, Lorgio Álvarez, Raúl Justiniano, Renny Ribera, Raúl Gutiérrez, Rubén Tufiño, Gustavo Paredes, Mauro Blanco, César Couceiro, Limberg Gutiérrez, José Luis Ortiz, Martin Menacho, Victor Hugo Antelo en Roly Paniagua. Trainer-coach: Carlos Aragonés.

## Bekende (oud-)spelers
- Hugo Bargas
- Jimmy Blandón
- Javier Klimowicz
- Jaime Moreno
- Juan Manuel Peña
- Mario Pinedo
- Diego Orlando Suárez
- Juan Berthy Suárez

## Trainer-coaches
- Carlos Aragonés (1997–1999)
- Gustavo Quinteros (2005–2006, 2007–2008)
- Pablo Repetto (2009)
- Fernando Quiroz (2011)
- Edgardo Malvestiti (2011–2012)
- Néstor Clausen (2012–2013)
- Víctor Andrada (2013)
- Gustavo Díaz (2013–2014)
- Hernán Boyero (2015–)